# Staatsziekenfonds
Stichting Staatsziekenfonds (SZF) is de instelling voor ziektekostenverzekering in Suriname. Het is gevestigd op de hoek van de Frederik Derbystraat en de Prinsenstraat in Paramaribo.
Het SZF werd op 16 maart 1981 opgericht, na de militaire staatsgreep door Bouterse en onder het presidentschap van Henk Chin A Sen. Aanvankelijk lag het accept op ziekte en in de loop van de decennia verschoof dat meer richting zorg.
Net voor de parlementsverkiezingen van 2015 werd Ricky Kromodihardjo benoemd tot nieuwe directeur; hij was kandidaat voor de NDP tijdens de verkiezingen, maar nam meteen erna afscheid van De Nationale Assemblée om aan te kunnen blijven als directeur. Hij volgde waarnemend directeur Stephen Comvalius op die een half jaar eerder ontslagen was door de Raad van Toezicht. Enkele maanden na het aantreden van het kabinet-Santokhi werd Kromodihardjo in oktober 2020 opgevolgd door Amar Randjitsing.